# Puget Sound Naval Shipyard

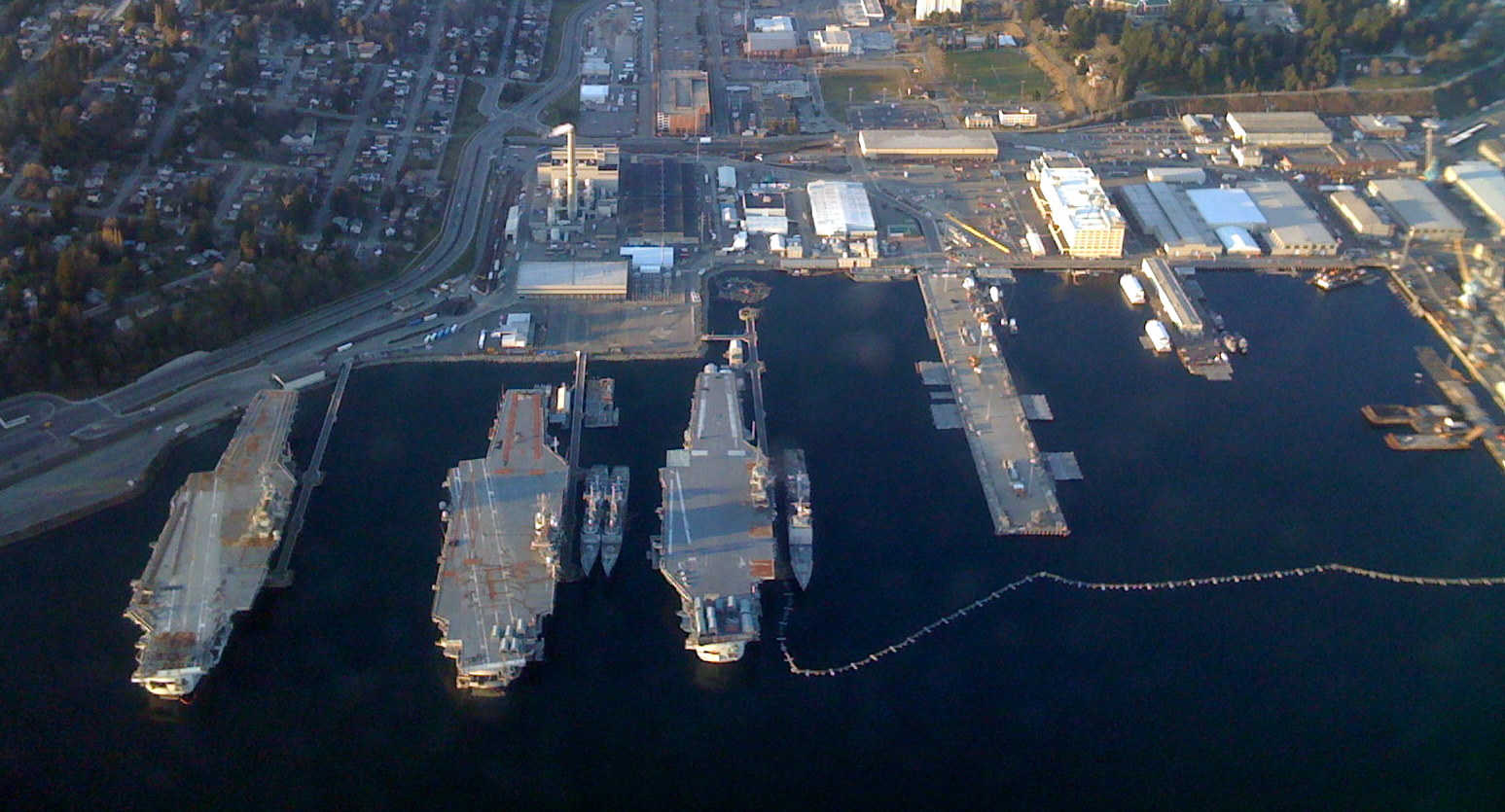
Выведенные в резерв авианосцы Independence, Constellation и Ranger в Пьюджет-Саунд.

Puget Sound Naval Shipyard and Intermediate Maintenance Facility (Военно-морская верфь и промежуточная станция технического обслуживания Пьюджет-Саунд, PSNS & IMF, исторические названия — Navy Yard Puget Sound, Bremerton Navy Yard, Puget Sound Naval Shipyard) – военно-морская верфь ВМФ США, расположенная в заливе Пьюджет-Саунд у города Бремертон в штате Вашингтон.
Находится на северном берегу узкого залива Синклер, к западу от ВМБ Китсап в Бремертоне. Это самая крупная военно-морская база в северной части Тихоокеанского побережья США и наиболее крупное промышленное предприятие штата Вашингтон.
База обеспечивает техническое обслуживание, ремонт, модернизацию корабельного состава и материально-техническое снабжение флота.
Это единственное в США предприятие, сертифицированное для утилизации АПЛ и атомных крейсеров, согласно открытой информации, здесь под нож пошли более 125 подводных лодок и крупных кораблей.

## История
Верфь была основана в 1891 году как военно-морская база, в 1901 году переименована в Navy Yard Puget Sound. 
Во время Второй мировой войны здесь строились корабли, включая 25 противолодочных кораблей, 7 подводных лодок, 2 тральщика, 7 океанских буксиров, 2 плавучих арсенала и 1700 малых судов. Здесь же проводился ремонт повреждённых кораблей ВМФ США и союзников.

## Фото

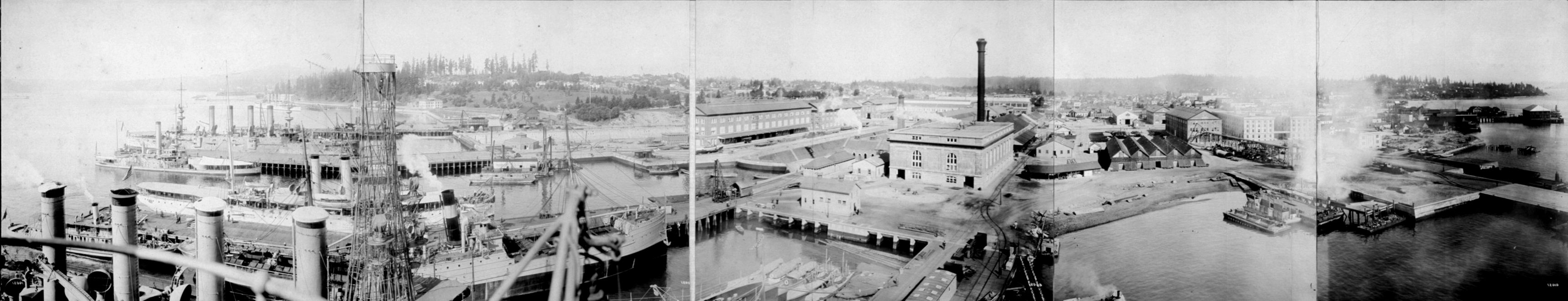
Puget Sound Navy Yard in 1913
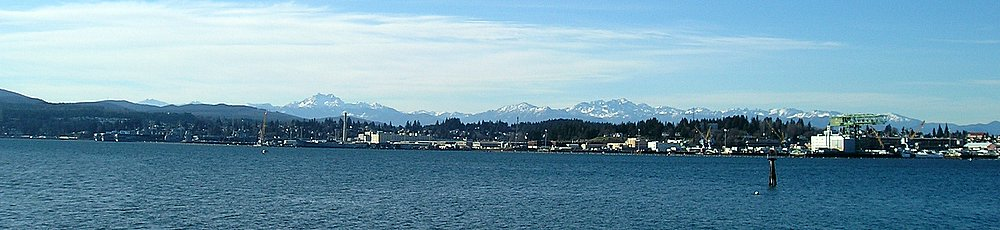
Puget Sound Naval Shipyard, as seen from across the water in Port Orchard. The mothballed ships are on the left, and the hammerhead crane is on the right.